# Ralf R. Ollertz
Ralf R. Ollertz (* 1964) ist ein deutscher Komponist und, gemeinsam mit Toula Limnaios, künstlerischer Leiter der Halle Tanzbühne Berlin. Beide gründeten 1996 die cie. toula limnaios und eröffneten 2003 mit der Halle Tanzbühne Berlin deren Berliner Spielort.

## Leben
Ralf R. Ollertz studierte Komposition, Elektroakustische Musik, Klavier und Dirigieren in Nürnberg und Düsseldorf. 1988 wurde er musikalischer Leiter am Wuppertaler Schauspielhaus. Ein Stipendium ermöglichte ihm ein Kompositionsstudium bei Salvatore Sciarrino in Italien. Anschließend führte er sein Studium an der Folkwang Hochschule in Essen fort und schloss es mit der Künstlerischen Reifeprüfung in Komposition bei Nikolaus A. Huber und Elektroakustischer Musik bei Dirk Reith ab. Er gründete das Ensemble für Neue Musik go ahead und arbeitete intensiv mit bildenden Künstlern. Er schrieb und produzierte Hörspiele mit den Autoren Clarence Barlow und Hartmut Geerken und war drei Jahre musikalischer Leiter bei Claudia Lichtblau. Im März 2002 wurde seine gemeinsam mit Willy Daum komponierte Oper carcrash an der Staatsoper Hannover uraufgeführt und 2006 an der Staatsoper Stuttgart wiederaufgenommen. Seit 1996 leitet er gemeinsam mit Toula Limnaios die cie. toula limnaios und seit 2003 die Halle Tanzbühne Berlin. Er schrieb in den letzten Jahren neben Kammer- und Orchestermusik auch Elektroakustische Musik und Hörspiele, für die er zahlreiche internationale Auszeichnungen und Stipendien erhielt. Tourneen, Rundfunk- und Fernsehproduktionen führten ihn bislang durch Europa, Südamerika, die USA, Japan und Australien.